# Blanquillo
Blanquillo – miasto w Urugwaju, w departamencie Durazno.